# Костулень (футбольний клуб)
ФК «Костулень» (рум. FC Costuleni) — колишній футбольний клуб з однойменного міста, Молдова. Заснований 1983 року та розформований у 2014 році. По сезон 2014—2015 років виступав у Національному дивізіоні Молдови. Домашні матчі приймав на стадіоні «Гідігіч» в однойменному селі, потужністю 1 500 глядачів.
По ходу сезону 2014—2015 років клуб знявся з національного чемпіонату та був ліквідований.

## Відомі гравці
- Булий Євген Дмитрович
- Музичук Олександр Ігорович
- Дан Писле